# Sobralia hirtzii
Sobralia hirtzii är en orkidéart som beskrevs av Dodson. Sobralia hirtzii ingår i släktet Sobralia och familjen orkidéer.
Artens utbredningsområde är Ecuador. Inga underarter finns listade i Catalogue of Life.